# 도시탐험대
《도시탐험대》는 어린이들을 위한 교육용 콘텐츠이다. 대한민국편 162장의 플래쉬카드로 구성된 탐험카드, 세계편 162장의 플래쉬카드로 구성된 탐험카드가 있다.
도시탐험카드는 도시탐험대 APP과 연계하여 놀이할 수 있으며 구글 플레이스토어와 애플 앱스토어에서 "도시탐험대"를 검색하면 다운로드 가능하다. 
도시탐험카드 이외에도 대한민국 지도와 세계지도도 함께 출시되어 있으며 꾸미기 스티커를 통해 더욱 재미있는 놀이가 가능하다. 유아들을 위한 랜드마크 색칠북과, 초등학생을 위한 탐험동화 1편도 출시되었다.
"도시탐험대" 제품을 구입할 수 있는 공식 사이트는 탐험대 샵이다.
"도시탐험대"가 운영하는 유튜브 채널 "도탐TV"에서는 현재 아이와 함께 가볼만한 국내여행지를 추천하는 "오늘아 전국일주 가자"가 매주 화요일, 금요일에 업데이트되고 있다.

《도시탐험대》는 KBS 대구방송총국에서 자체적으로 제작·방영된 프로그램이다. 이 프로그램은 전국 단위의 프로그램은 아니며, 대구,경북 지역에서만 방송된다.